# 黄初平

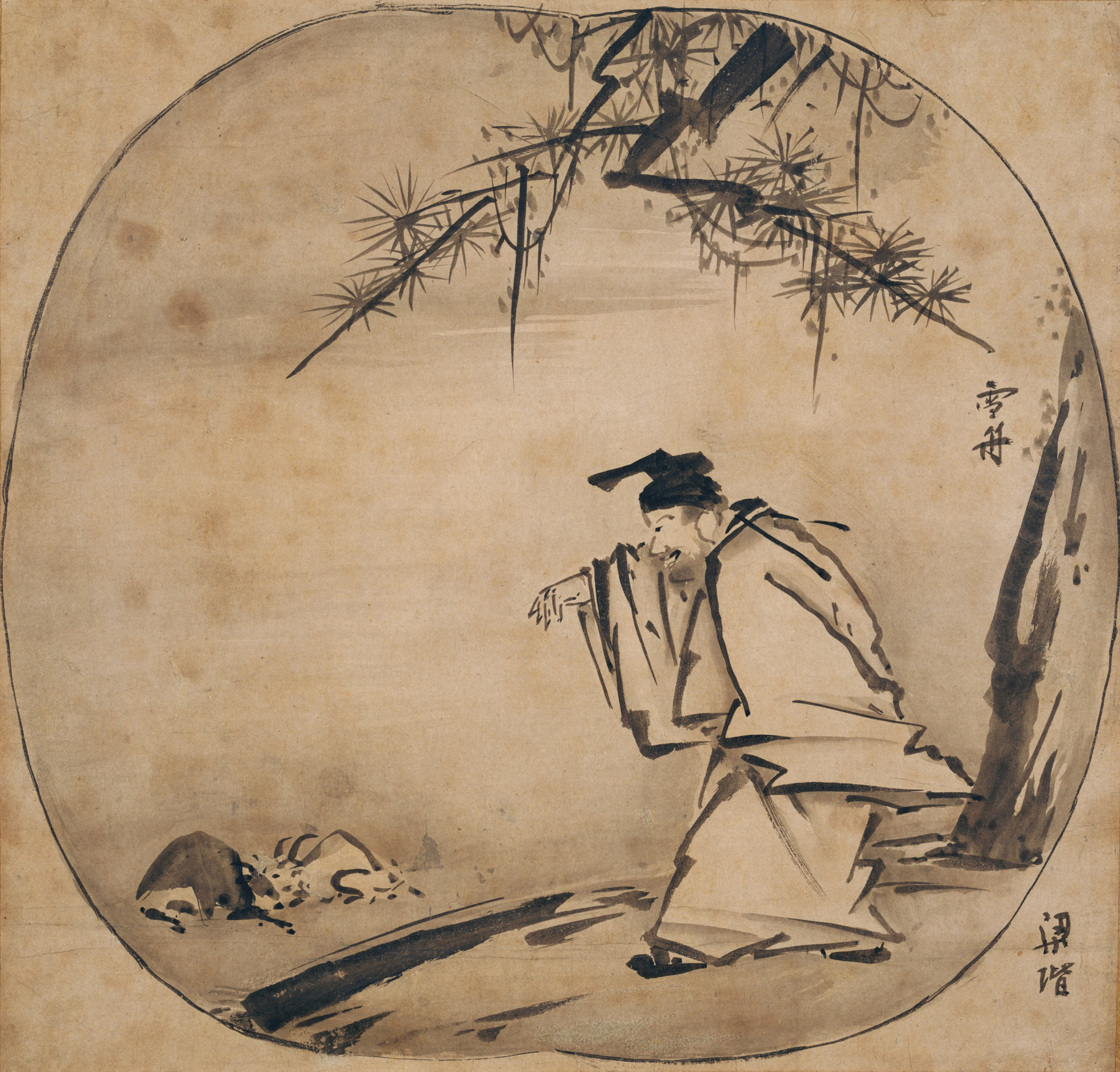
雪舟筆『倣梁楷黄初平図』（重要文化財、京都国立博物館所蔵）

黄初平（こう しょへい、328年 - 386年?）は、中国東晋の仙人。「黄」は「皇」と書く場合がある。黄大仙（道教系寺院）に本尊として祀られる。

## 概略
東陽郡長山県丹渓（現在の浙江省金華市蘭谿市）の人。15歳の時に命じられて羊飼いをしたが、一人の道士に気に入られて金華山の石室に連れて行かれる。兄の黄初起が40年後に探し当て、初平は白い石を1万頭の羊に変じる術を見せた。兄もまた妻子を捨てて初平とともに仙道をきわめ、不老不死となった。初平はその後「赤松子」と名を変え、黄初起も「魯班」と称したと『神仙伝』にあるが、赤松子・魯班ともに前の時代の伝説的人物である。